# Hochiella pongola
Hochiella pongola är en tvåvingeart som beskrevs av Andy Z. Lehrer 2005. Hochiella pongola ingår i släktet Hochiella och familjen köttflugor. Inga underarter finns listade i Catalogue of Life.